# João Milanez (arcebispo)
João Batista Milanez (Guarabira, 13 de outubro de 1881 — João Pessoa, 13 de janeiro de 1930) foi um arcebispo  e jornalista brasileiro do estado da Paraíba. Foi ordenado em 1904, aos 23 anos, e ocupou na igreja os cargos de vice-presidente da Congregação da Doutrina Cristã, capelão do Colégio Nossa Senhora das Neves e diretor do jornal "A Imprensa".
Para além de religioso, foi diretor da Escola Normal de João Pessoa, da Instrução Pública da Paraíba e do Colégio Santo Antônio, em Natal, Rio Grande do Norte. Foi ainda sócio do Instituto Histórico e Geográfico Paraibano, ao qual se filiou em 28 de julho de 1917.